# Pierre Antoine Dupont-Chaumont
Pour les articles homonymes, voir Dupont et Chaumont.
Pierre Antoine, comte Dupont de Chaumont (Chabanais, Limousin, auj. en Charente), 27 décembre 1759 – Chaillot, 16 février 1838), est un militaire et diplomate français des XVIIIe et XIXe siècles
Ambassadeur et général d'Empire, il était le frère du général-comte Dupont de l'Étang (vaincu à Bailén en 1808) et du baron Dupont de Poursat, évêque de Coutances. Sa nièce, Claire Grâce Dupont de Savignat, fut la mère du président Carnot.

## Biographie

### Ancien Régime
Après avoir fait des études au collège des Jésuites de Magnac-Laval, il s'enrôle, le 18 mai 1775, dans le régiment de La Fère (devenu ensuite le 52e de Ligne), où il devient sous-lieutenant le 26 juin 1776, lieutenant en second le 15 mars 1783, et lieutenant en premier le 18 novembre 1785.
Il sert en cette qualité dans la compagnie des chasseurs du même régiment, le 29 juin 1789, lorsqu'il est fait aide de camp du général Lafayette, avec rang de capitaine d'infanterie, le 17 avril 1791.

### Carrière lors desguerres de la Révolution française
Promu au grade de lieutenant-colonel du 24e Régiment d'Infanterie le 6 octobre suivant, Dupont-Chaumont reçoit le brevet d'adjudant-général le 21 mars 1792, combat en cette qualité à l'armée du Nord, et assiste, le 29 avril de la même année, à l'expédition de Tournai, où il est atteint d'un coup de feu au bras droit. La valeur qu'il déploya dans cette journée lui vaut la croix de Saint-Louis, qui lui est décernée par un décret de l'Assemblée législative, rendu sur le rapport de Lazare Carnot. Colonel du 24e Régiment de Ligne le 16 mai 1792, Dupont-Chaumont se distingua à la bataille de Jemmapes, le 6 novembre, y fut blessé d'une balle au bras gauche, et se rendit à l'armée du Nord le 8 mars 1793, où il est élevé au grade de général de brigade le 15 mai suivant. C'est vers ce temps qu'on lui confie le commandement de la place de Douai et de son arrondissement. Il la préserve des atteintes de l'ennemi grâce aux bonnes dispositions qu'il prit pour la défendre.
Malgré ses brillants services, Dupont-Chaumont est suspendu de ses fonctions pendant la Terreur, et n'est remis en activité que le 20 frimaire an III, époque à laquelle il commande le camp de Marly, près de Paris.
Lorsqu'une escadre britannique paraît sur les côtes de l'Ouest et fait craindre une descente de leur part, la Convention y envoie le général Dupont-Chaumont pour prendre le commandement des départements menacés et comprimer le feu de la rébellion. Ses mesures empêchent l'ennemi de rien entreprendre.
Nommé ensuite inspecteur général, il parcourt successivement les places du Nord, de la Hollande, passant tous les corps en revue et laissant partout des traces d'une connaissance profonde dans l'organisation et l'instruction particulière aux armes de l'infanterie et de la cavalerie.

### Consulatet Empire
Il acquiert en 1799 l'ancienne Faisanderie des Bosserons à Brunoy.
Lorsque le gouvernement consulaire s'élève sur les ruines du Directoire, le premier Consul Bonaparte, qui avait été à portée d'apprécier les talents du général Dupont-Chaumont, lui confie le 27 brumaire an VIII le commandement de la 14e division militaire à Caen. La terreur y régnait encore, ainsi que l'insurrection des chouans ; la fermeté qu'il déploya dans ce poste écarte promptement ces deux fléaux. Nommé de nouveau, le 14 frimaire de la même année, inspecteur général de l'infanterie de l'armée du Rhin, il ouvre bientôt la campagne de l'an VIII sous les ordres d'Augereau dont il seconde les opérations. Mis encore une fois en inactivité, le 2 nivôse an X, il est pourvu le 5 germinal an XI du commandement de la 27e Division Militaire à Turin, en remplacement du général Rivaud, devient membre de la Légion d'honneur le 19 frimaire an XII, et commandeur de l'Ordre le 25 prairial suivant. Dupont commandait encore à Turin en 1805, quand Napoléon Ier alla se faire couronner roi d'Italie.
Quelques démêlés élevés entre lui et le général Menou, gouverneur général du Piémont, lui ayant fait désirer son changement de résidence, il passe en République batave en 1805 et devient ministre plénipotentiaire auprès de Rutger Jan Schimmelpenninck, grand-pensionnaire, puis de Louis Bonaparte, lorsque ce prince est proclamé roi de Hollande. Il l'accompagne en 1806 en Prusse, reprend ses fonctions d'inspecteur général d'infanterie le 20 mars 1809, et obtient presque aussitôt le commandement du camp de Boulogne. Après avoir été remis de nouveau en activité le 14 septembre suivant, il reçoit l'ordre de se rendre en Italie en 1810, et est mis à la retraite le 25 juin 1812. Comme pour son frère, cette disgrâce vaut à Dupont-Chaumont, en 1814, les faveurs du gouvernement royal. Il devient inspecteur de l'École militaire de La Flèche, le 30 juillet, et le lendemain gouverneur de celle de Saint-Cyr et grand officier de la Légion-d'Honneur.
Ayant obtenu sa retraite définitive en 1817, il se retire dans une propriété qu'il avait à Chaillot, où il meurt le 16 février 1838.

## Titre
- Comte héréditaire (ordonnance royale du 24 septembre 1814, lettres patentes du 2 février 1815).
- Il doit son surnom au mas Chaumont, propriété des Dupont située à la sortie de Chabanais, sur la route de Chirac (Charente)[2].

## Décorations
| Grand officier de la Légion d'honneur | Commandeur de Saint-Louis |

- Légion d'honneur[3] :
  - Légionnaire (19 frimaire an XII :11 décembre 1803), puis,
  - Commandant (25 prairial an XII :14 juin 1804), puis,
  - Grand officier de la Légion d'honneur (29 juillet 1814).
- Ordre royal et militaire de Saint-Louis :
  - Chevalier (1er juin 1792, par décret de l’Assemblée législative, pour sa belle conduite à Tournay le 9 avril précédent), puis,
  - Commandeur de Saint-Louis (23 août 1814).

## Armoiries
| Figure | Blasonnement |
|        | Armes de la famille Dupont de Chabanais D'azur, à un pont d'argent, surmonté de trois étoiles d'or, rangées en chef., Armes parlantes (pont⇔Dupont .). OuÉcartelé : aux 1 et 4, d'azur, à un lévrier courant d'argent, acc. au canton dextre du chef d'une étoile du même, brochant sur un rameau d'olivier d'or en bande; au 2, d'azur, à un château flanqué de deux tours d'or, ouvert et ajouré de sable, ch. d'un écusson d'or, au-dessus d'or, au-dessus de la porte, surch. d'un P de sable ; au 3, contre-écartelé: a. de gueules à la fasce d'argent ; b. d'argent à une couleuvre ondoyante en pal d'azur; c. d'argent au lion de gueules; d. d'argent à une pique de sable. |
|        | Armes du comte Dupont de Chaumont Écartelé : au 1, de gueules à l'épée d'argent en pal ; au 2, de gueules au château d'or dont la porte est surmontée d'un écusson chargé d'un P de sable ; au 3, contre écartelé de gueules à la fasce d'or, d'argent à la couleuvre d'azur, d'argent au lion rampant de gueules, et d'argent à la lance d'azur avec une banderole de sable ; au 4, d'azur au lévrier passant d'argent tourné vers une branche de laurier d'or, sur laquelle broche une étoile d'argent posée au canton senestre., |